# Зюльковський Василь Опанасович
Василь Опанасович Зюльковський, в Указі про присвоєння звання Героя Радянського Союзу — Зелковський (нар. 14 січня 1913 — пом. 9 липня 1966) — радянський військовик часів Другої світової війни, командир 341-го окремого саперного батальйону 233-ї стрілецької дивізії, гвардії капітан. Герой Радянського Союзу (1945).

## Життєпис
Народився 14 січня 1913 року в селі Топали (нині — Окнянський район Одеської області) в селянській родині. Українець. Здобув неповну середню освіту. Працював трактористом, кіномеханіком, директором кінотеатру.
До лав РСЧА призваний у 1936 році, направлений до військового училища, по закінченні якого у 1939 році вийшов у запас. Працював завідувачем відділу кадрів райвиконкому. Вдруге призваний до РСЧА у квітні 1940 роцу. Учасник німецько-радянської війни з червня 1941 року. Воював на Південному, Південно-Західному, Північно-Кавказькому, Донському, 2-у і 3-у Українських фронтах, в окремій Приморській армії. Вісім разів був поранений, з них тричі — важко. Брав участь в обороні Одеси, Північного Кавказу, Сталінградській битві. Член ВКП(б) з 1942 року.
Під час десантної операції в порту Новоросійська гвардії старший лейтенант В. О. Зюльковський обіймав посаду полкового інженера 166-го гвардійського стрілецького полку 55-ї гвардійської стрілецької дивізії. Під його керівництвом були зроблені проходи в мінних полях і дротових загородженнях супротивника. В боях за Новоросійськ особисто зняв 285 ворожих мін на вулиці Вокзальній, що дало змогу просунутись вперед танкам і автомашинам 5-ї гвардійської танкової бригади.
Під час висадки десанту на Керченський півострів в районі висоти 115.5, гвардії капітан В. О. Зюльковський вміло організував саперів на знешкодження ворожих мін, забезпечивши тим самим швидке проходження стрілецьких підрозділів полку.
Особливо командир роти 341-го окремого саперного батальйону 233-ї стрілецької дивізії гвардії капітан В. О. Зюльковський відзначився під час форсування Дунаю. В листопаді 1944 року частини дивізії вийшли до річки Дунай на півночі Югославії. Командуванням було поставлене завдання забезпечити надійну переправу через річку. Очоливши групу саперів на легкому човні під вогнем супротивника в ніч з 5 на 6 листопада він форсував річку і розвідав місце для майбутньої переправи. Наштовхнувшись на чисельно переважаючу групу ворожих автоматників, група Зюльковського дала короткий бій супротивнику, а потім без втрат повернулась на свій беріг. Наступної ночі на нашвидкоруч відремонтованих покинутих ворогом баржах, катерах ірибальських човнах сапери почали переправу. Через щільний вогонь супротивника дві перших спроби форсувати Дунай виявились невдалими. Тоді капітан юльковський особисто застрибнув до одного з човнів і, нехтуючи небезпекою, направив його до ворожого берега. З ходу атакувавши ворожі позиції, піхотинці відволікли на себе увагу німецької артилерії, що дало змогу здійснювати переправу. Протягом ночі з десантом на баржі капітан Зюльковський здійснював рейси через Дунай, а коли 12 листопада загинув командир саперного батальйону і був поранений дивізійний інженер, перебрав на себе командування переправою. За шість діб забезпечив переправлення 75-го стрілецького корпусу.
У 1946 році демобілізований за станом здоров'я. Працював у сфері громадського харчування в містах Сочі Краснодарського краю (Росія), Котовську Одеської області, Балашові Саратовської області (Росія). Помер 9 липня 1966 року.

## Нагороди
Указом Президії Верховної Ради СРСР від 24 березня 1945 року за зразкове виконання бойових завдань командування на фронті боротьби з німецькими загарбниками та виявлені при цьому відвагу і героїзм, гвардії капітанові Зюльковському Василю Опанасовичу присвоєне звання Героя Радянського Союзу з врученням ордена Леніна і медалі «Золота Зірка» (№ 5453).
Також був нагороджений орденами Червоного Прапора (01.11.1943), Вітчизняної війни 1-го ступеня (18.01.1944), Червоної Зірки (21.06.1943) і медалями.